# 골든 에이지 (만화)
골든 에이지(영어: Golden Age of Comic Books 골든 에이지 오브 코믹 북스[*])는 미국 만화의 1930년대 후반부터 1940년대 후반 또는 1950년대 초반까지의 시대를 말한다. 이 시기에 대공황으로 인하여 저렴한 오락거리를 찾던 대중에게 펄프 픽션이 엄청난 지지를 받았고, 펄프 픽션의 영향을 받은 만화 잡지들도 전쟁으로 인한 애국주의에 편승하여 호황을 누렸다. 《슈퍼맨》, 《배트맨》, 《캡틴 아메리카》, 《원더우먼》, 《캡틴 마블》과 같은 만화 등장 인물들이 탄생하였다.

## 같이 보기
- 실버 에이지 (만화)
- 모던 에이지